# 東方窄頸金花蟲
東方窄頸金花蟲（学名：Crioceris orientalis）为金花蟲科窄頸金花蟲屬下的一个种。其种加词“orientalis”意为“东方的”。